# Lidský T-lymfotropní virus
Lidský T-lymfotropní virus (HTLV) je retrovirus, který způsobuje celoživotní infekci a nejčastěji se vyskytuje v zemích Karibiku a jižního Japonska. Jedná se o infekci, která se neprojevuje žádnými příznaky, a pouze u 5 % nakažených způsobí vážné zdravotní problémy.

## Původce
Virus HTLV-1 se vyskytuje především v Severní a Jižní Americe, Austrálii, ostrovech v Tichomoří, Japonsku a byl rozšířen také do Afriky a Karibských oblastí. Výskyt v Evropě je spojen s návštěvou některých z těchto endemických oblastí.
Kromě tohoto typu viru se lze výjimečně setkat také s lidským lymfotropním virem typu 2, jehož přítomnost v lidském těle bývá u 99 % případů bezpříznaková, bez následného rozvoje onemocnění. Virus HTLV-2 se původně vyskytoval v západní Africe, odkud se začal šířit i do Severní a Jižní Ameriky. Zejména díky narkomanům se v ní dále rozšiřoval a dostal se odtud také do jižního Vietnamu a Evropy. Opět prostřednictvím sdílení injekčních stříkaček je nejvíce rozšířen v Irsku, Španělsku, Itálii a ve skandinávských zemích.

## Přenos
Přenáší se pohlavním stykem, transplacentárním přenosem z matky na plod během těhotenství a kontaktem s nakaženou krví (krevní transfuze, infikované injekční jehly).

## Příznaky a průběh
Lidský T–lymfotropní virus–typu 1 (HTLV-1) je RNA retrovirus s pozitivní polaritou NK, který je skrze reverzní transkriptázu coby provirus integrován do buněčné DNA. Podobně jako virus HIV infikuje převážně CD4 buňky, méně často i CD8+ T buňky.
Tato infekce se u 95 % nakažených neprojeví žádnými příznaky. Pouze u 5 % dospělých pacientů může tento lidský RNA retrovirus způsobit leukémii T-lymfocytů, dále také neurovegetativní poruchy nebo myelopatii (závažné onemocnění míchy) spojovanou s infekcí HTLV-1 (tropická spastická paraperéza). Infikované děti mohou být postiženy infekční dermatitidou (zánět kůže) a uveitidou (zánět živnatky v oku).

## Diagnostika
Virus HTLV-1 se v organismu diagnostikuje buď průkazem protilátek metodou ELISA nebo přímým stanovením pomocí molekulárněbiologických metod, konkrétně PCR (polymerázová řetězová reakce) ze vzorku krve pacienta.

## Léčba
Účinná léčba infekce HTLV-1 zatím neexistuje.